# ビクニン
ビクニン（学名：Liparis tessellatus）は、カサゴ目クサウオ科に属する魚類の一種。地方では「ビクニンバト」とも呼ばれる。和名は比丘尼に由来する。

## 分布
日本（福島県・島根県以北）、朝鮮半島の海域に分布する。

## 特徴
体長は16cmほどで、体色は淡灰色だが、変異もある。幅広い頭は縦扁で、鼻孔は2対ある。背鰭は45～48軟条で、臀鰭は36～40軟条。尾鰭は背鰭や臀鰭と連続している。
水深200m前後の深海に生息している。
市場に出回ることはほとんどなく、一般的には食用として利用されていない。ただし、食べられないわけではなく、煮付け、鍋物、干物などとして調理することはできる。